# Szolnok Soldiers 2012
Questa voce raccoglie le informazioni riguardanti i Szolnok Soldiers nelle competizioni ufficiali della stagione 2012.

## Divízió I 2012

### Stagione regolare
| 25 marzo 2012 1ª giornata | Jászberény Wolverines | 0 – 10 | Szolnok Soldiers |  |

| 15 aprile 2012 4ª giornata | Szolnok Soldiers | 6 – 25 | Eger Heroes |  |

| 29 aprile 2012 5ª giornata | Budapest Titans | 39 – 0 | Szolnok Soldiers |  |

| 20 maggio 2012 7ª giornata | Szolnok Soldiers | 3 – 23 | Békéscsaba Raptors |  |

| 3 giugno 2012 8ª giornata | Dunaújváros Gorillaz | 31 – 9 | Szolnok Soldiers |  |

## Statistiche di squadra
| Competizione      | %Vittorie | In casa | In casa | In casa | In casa | In casa | In casa | In trasferta | In trasferta | In trasferta | In trasferta | In trasferta | In trasferta | Totale | Totale | Totale | Totale | Totale | Totale |
| Competizione      | %Vittorie | G       | V       | N       | P       | Pf      | Ps      | G            | V            | N            | P            | Pf           | Ps           | G      | V      | N      | P      | Pf     | Ps     |
| ----------------- | --------- | ------- | ------- | ------- | ------- | ------- | ------- | ------------ | ------------ | ------------ | ------------ | ------------ | ------------ | ------ | ------ | ------ | ------ | ------ | ------ |
| Stagione regolare | .200      | 2       | 0       | 0       | 2       | 9       | 48      | 3            | 1            | 0            | 2            | 19           | 70           | 6      | 1      | 0      | 4      | 28     | 118    |
| Totale            | .200      | 2       | 0       | 0       | 2       | 9       | 48      | 3            | 1            | 0            | 2            | 19           | 70           | 6      | 1      | 0      | 4      | 28     | 118    |